# Naozumi Yamamoto

Naozumi Yamamoto (山本直純, Yamamoto Naozumi) né à Tokyo le 16 décembre 1932 – mort le 18 juin 2002, est un compositeur et chef d'orchestre japonais.

## Biographie
Yamamoto reçoit ses premières leçons de musique de ses parents. Il étudie à l'Université nationale des beaux-arts et de la musique de Tokyo (東京 藝術 大学 Tōkyō Gei-jutsu Daigaku) dont il est diplômé. Il est un célèbre compositeur de musique de film et de séries télévisées. Impressionné par le niveau des orchestres d'harmonie japonais, il commence à composer. En plus de son travail de composition, il est le chef du Nouvel orchestre philharmonique du Japon et pour une année donnée, du Super World Orchestra, qui donne régulièrement des concerts au « Festival international de musique de Tokyo ».

## Compositions

### Œuvres pour orchestre
- 1963 : Capriccio pour instruments japonais et orchestre
- 1982 Ballade symphonique, pour orchestre
- 1983 Ōkesutora ga yatte kita - ongaku no mori e no shōtai
- Life is the Symphony
- Akai takishīdo

### Œuvres pour orchestres d'harmonie
- Aoki-Okami, suite
- Fantasie partita
- Niraikanai, pour récitant et orchestre
- This Glorious White World
- Time and Tide, suite

### Œuvres pour chœur
- 1972 : Yuuhiga Senakawo, Oshitekuru, pour chœur d'enfants - texte Norio Handa
- 1974 : Oto no Symphony, pour chœur d'enfants - texte Naozumi Yamamoto
- 1974 : Umi no Sokokara, pour chœur d'enfants - texte Keiko Ito
- Grand Sky, pour chœur mixte - texte Yasushi Yagasaki

### Musique de film
- 1958 : Ankokugai no bijo - Beauty of the Underworld
- 1960 : Kenju burai-cho: Nukiuchi no ryu - Ryuji the Gun Slinger
- 1960 : Muteki ga ore o yondeiru
- 1960 : Kenju burai-cho: Futeki ni warau otoko
- 1960 : Kenju burai-cho: Asunaki otoko
- 1961 : Watakushi-tachi no kekkon - Our Marriage
- 1961 : Yuhi ni akai ore no kao - My Face Red in the Sunset
- 1961 : Waga koi no tabiji - Epitaph to My Love
- 1962 : Yama no sanka: moyuru wakamono tachi - Glory on the Summit
- 1963 : Yabunirami Nippon - Walleyed Nippon
- 1963 : Tasaka wa yondeiru
- 1964 : Baka marudashi
- 1964 : Shachô shinshiroku
- 1964 : Gendai inchiki monogatari: Damashiya - Modern Fraudulent Story: Cheat
- 1964 : Otoko girai
- 1964 : Zoku shachô shinshiroku
- 1964 : Nikutai no mon - Gate of Flesh
- 1964 : Kunoichi keshô
- 1964 : Nippon Paradise
- 1965 : Yukiguni - Snow Country
- 1965 : Chinkoro amakko
- 1965 : Zoku shachô ninpôchô - Five Gents Trick Book
- 1965 : Shunpu den - Story of a Prostitute
- 1965 : Le Soldat yakuza (兵隊やくざ, Heitai yakuza?) de Yasuzō Masumura
- 1965 : Daiku taiheki - Tale of a Carpenter
- 1966 : Hatamoto yakuza - Yakuza Vassal
- 1966 : Shachô gyôjôki
- 1966 : Les Tueuses en collants noirs (俺にさわると危ないぜ, Ore ni sawaru to abunaize?) de Yasuharu Hasebe
- 1966 : Zoku shachô gyôjôki - Five Gents on the Spot
- 1966 : Izuko e
- 1966 : Un ga yokerya
- 1966 : Bangkok no yoru - Man gu zhi ye - Night in Bangkok
- 1966 : "Maguma taishi" - Ambassador Magma - Space Avenger TV Series
- 1966 : Kureji daisakusen - Operation Crazy
- 1966 : Kenka erejii - Elegy to Violence - Fighting Elegy - The Born Fighter
- 1967 : Shichinin no yajû: chi no sengen - Return of the Filthy Seven - Seven Beastly Men: Proclamation of Blood - The Dirty Seven
- 1967 : Nureta aibiki
- 1967 : Koroshi no rakuin - La Marque du tueur
- 1967 : Hana o kuu mushi
- 1967 : Zoku izoku e
- 1967 : Bakumatsu: Tenamonya daizôdô
- 1967 : Dorifutazu desu yo! Zenshin zenshin matazenshin
- 1967 : Kigeki ekimae hyakku-nen
- 1967 : La Chatte japonaise (痴人の愛, Chijin no ai?) de Yasuzō Masumura
- 1968 : Dorifutazu desu yo! Bôken bôken mata bôken
- 1968 : Sarariiman akuto jutsu
- 1968 : Burai yori daikanbu - The Gangster VIP
- 1968 : Sekido o kakeru otoko - Diamonds of the Andes
- 1968 : Konto gojugo-go: Seiki no daijukuten
- 1968 : "Kaiki daisakusen" - Operation: Mystery! TV Series
- 1968 : Fukeba tobuyona otokodaga
- 1969 : C'est dur d'être un homme (男はつらいよ, Otoko wa tsurai yo?) de Yōji Yamada
- 1969 : Zoku otoko wa tsurai yo (続・男はつらいよ?)
- 1969 : Kigeki: Onna wa dokyô
- 1969 : Dorifutazu desu yo! Zenin totsugeki
- 1969 : Kureji no buchamukure daihakken - Computer Free-For-All
- 1970 : Harenchi gakuen: shintai kensa no maki
- 1970 : Kigeki migimuke hidari!
- 1970 : Seishun kigeki: Harenchi gakuen
- 1970 : Otoko wa tsurai yo: Fūten no Tora (男はつらいよ フーテンの寅?) d'Azuma Morisaki (en)
- 1970 : Shin otoko wa tsurai yo (新・男はつらいよ?) de Shun'ichi Kobayashi (ja)
- 1970 : Nihon to nihonjin - Fuji - Japan and the Japanese - Mt. Fuji
- 1970 : Nippon ichi no yakuza otoko - A Japanese Yakuza
- 1970 : Nippon ichi no warunori otoko
- 1970 :  C'est dur d'être un homme : Tora-san est nostalgique (男はつらいよ 望郷篇, Otoko wa tsurai yo: Bōkyō hen?) de Yōji Yamada
- 1970 : Kigeki: Otoko wa aikyo
- 1971 : Otoko wa tsurai yo: Junjō hen (男はつらいよ 純情篇?) de Yōji Yamada
- 1971 : Kigeki inochi no onedan
- 1971 : Kigeki kinou no tekiwa kyomoteki
- 1971 : Doubutsu Takarajima - Animal Treasure Island
- 1971 : Otoko wa tsurai yo: Funtō hen (男はつらいよ 奮闘篇?) de Yōji Yamada
- 1971 : Kigeki: Onna ikitemasu
- 1971 : Kigeki onna wa otoko no furusatoyo
- 1971 : Otoko wa tsurai yo: Torajirō koiuta (男はつらいよ 寅次郎恋歌?) de Yōji Yamada
- 1972 : Hyaku-nin no daibôken - The Adventure of One Hundred
- 1972 : Kigeki: Onna uridashimasu
- 1972 : Kigeki otoko no komoriuta
- 1972 : Otoko wa tsurai yo: Shibamata bojō (男はつらいよ 柴又慕情?) de Yōji Yamada
- 1972 : Onna ikitemasu: Sakariba wataridori
- 1972 : Otoko wa tsurai yo: Torajirō yumemakura (男はつらいよ 寅次郎夢枕?) de Yōji Yamada
- 1973 : Otoko wa tsurai yo: Torajiro wasurenagusa - Tora-san - Tora-san's Forget Me Not, deel 11
- 1973 : Otoko wa tsurai yo: Watashi no tora-san - Tora-san - Tora-san Loves an Artist, deel 12
- 1974 : Trois Vieilles Dames (三婆, Sanbaba?) de Noboru Nakamura
- 1974 : Otoko wa tsurai yo: Torajiro koiyatsure - Tora-san - Tora-san's Lovesick, deel 13
- 1974 : Otoko wa tsurai yo: Torajiro komoriuta - Tora-san - Tora-san's Lullaby, deel 14
- 1974 : Doterai yatsu
- 1975 : Otoko wa tsurai yo: Torajiro aiaigasa - Tora-san - Tora-san's Rise and Fall - Tora-san, Love Under One Umbrella, deel 15
- 1975 : Otoko wa tsurai yo: Katsushika risshihen - Tora-san - Tora-san, the Intellectual, deel 16
- 1976 : Otoko wa tsurai yo: Torajiro yuuyake koyake - Tora-san - Tora-san's Sunrise and Sunset, deel 17
- 1976 : Otoko wa tsurai yo: Torajiro junjoshishu - Tora's Pure Love - Tora-san, deel 18
- 1976 : Kaze to kumo to niji to - The wind, the clouds and the rainbow tv - serie
- 1977 : Otoko wa tsurai yo: Torajiro to tonosama - Tora-san - Tora-san Meets His Lordship, deel 19
- 1977 : Otoko wa tsurai yo: Torajiro gambare! - Tora-san - Tora-san Plays Cupid, deel 20
- 1977 : Chasseur de vierges (Erosu gakuen: Kando batsugun)
- 1978 : Otoko wa tsurai yo: Torajiro wagamichi wo yuku - Stage-struck Tora-san - Tora-san, deel 21
- 1978 : Otoko wa tsurai yo: Uwasa no torajiro - Talk of the Town Tora-san - Tora-san, deel 22
- 1979 : Otoko wa tsurai yo: Tonderu torajiro - Tora-san - Tora-san, the Matchmaker, deel 23
- 1979 : Otoko wa tsurai yo: Torajiro haru no yume - Tora-san - Tora-san's Dream of Spring, deel 24
- 1980 : Otoko wa tsurai yo: Torajiro haibisukasu no hana - Tora's Tropical Fever - Tora-san, deel 25
- 1980 : 203 kochi - 203 Plateaus - Hill 203 - Port Arthur - The Battle of Port Arthur
- 1980 : Otoko wa tsurai yo: Torajiro kamome uta - Foster Daddy, Tora! - Tora-san, deel 26
- 1981 : Danpu wataridori
- 1981 : Otoko wa tsurai yo: Naniwa no koino torajiro - Tora-san - Tora-san's Love in Osaka, deel 27
- 1981 : Otoko wa tsurai yo: Torajiro kamifusen - Tora-san - Tora-san's Promise, deel 28
- 1981 : Toshishun
- 1982 : Otoko wa tsurai yo: Torajiro ajisai no koi - Hearts and Flowers for Tora-san - Tora-san, deel 29
- 1982 : Seiha - Conquest
- 1982 : Dai Nippon teikoku
- 1982 : Otoko wa tsurai yo: Hana mo arashi mo Torajiro - Tora-san - Tora-san, the Expert, deel 30
- 1983 : Otoko wa tsurai yo: Tabi to onna to Torajiro - Tora-san - Tora-san's Song of Love, deel 31
- 1983 : Otoko wa tsurai yo: Kuchibue wo fuku Torajiro - Tora-san - Tora-san Goes Religious?, deel 32
- 1984 : Otoko wa tsurai yo: Yogiri ni musebu torajiro - Marriage Counselor Tora-san - Tora-san, deel 33
- 1984 : Otoko wa tsurai yo: Torajiro shinjitsu ichiro - Tora-san - Tora-san's Forbidden Love, deel 34
- 1985 : Yosei Florence - A Journey Through Fairyland
- 1985 : Biruma no tatekoto - Biruma no tategoto - The Burmese Harp
- 1985 : Otoko wa tsurai yo: Torajiro renaijuku - Tora-san - Tora-san, the Go-between, deel 35
- 1985 : Otoko wa tsurai yo: Shibamata yori ai wo komete - Tora-san - Tora-san's Island Encounter, deel 36
- 1986 : Prise finale (キネマの天地, Kinema no tenchi?) de Yōji Yamada
- 1986 : Otoko wa tsurai yo: Shiawase no aoi tori - Tora-san - Tora-san's Bluebird Fantasy, deel 37
- 1987 : Otoko wa tsurai yo: Torajiro monogatari - Tora-san - Tora-san Plays Daddy, deel 39
- 1988 : Otoko wa tsurai yo: Torajiro sarada kinenbi - Tora-san - Tora-san's Salad-Day Memorial, deel 40
- 1988 : Takeda shingen, televisieserie
- 1989 : Otoko wa tsurai yo: Torajiro kokoro no tabiji - Tora-san, deel 41
- 1989 : Otoko wa tsurai yo: Boku no ojisan - Tora-san - Tora-san, My Uncle, deel 42
- 1990 : Otoko wa tsurai yo: Torajiro no kyuujitsu - Tora-san - Tora-san Takes a Vacation, deel 43
- 1991 : Otoko wa tsurai yo: Torajiro no kokuhaku - Tora-san - Tora-san Confesses, deel 44
- 1992 : Otoko wa tsurai yo: Torajiro no seishun - Tora-San Makes Excuses - Tora-san, deel 45
- 1993 : Otoko wa tsurai yo: Torajiro no endan - Tora-san - Tora-san's Matchmaker, deel 46
- 1994 : Otoko wa tsurai yo: Haikei, Kuruma Torajiro sama - Tora-san, deel 47
- 1995 : Otoko wa tsurai yo: Torajiro kurenai no hana - Tora-san the final, deel 48